# Gammarotettix apache
Gammarotettix apache är en insektsart som beskrevs av Rehn, J.A.G. 1940. Gammarotettix apache ingår i släktet Gammarotettix och familjen grottvårtbitare. Inga underarter finns listade i Catalogue of Life.